# Mor Hananyo-klooster
Het Mor Hananyo-klooster (Turks: Deyrüzzaferân Manastırı, Syrisch: ܕܝܪܐ ܕܡܪܝ ܚܢܢܝܐ) is een belangrijk Syrisch-orthodox klooster, drie kilometer ten zuidoosten van Mardin, Turkije, in de Aramese culturele regio die bekend staat als Tur Abdin. In het Mor Hananyo-klooster zetelde het patriarchaat van de Syrisch-Orthodoxe Kerk vanaf ca. 1160 tot 1932, waarna het werd verhuist naar de stad Homs en uiteindelijk naar het huidige Damascus.
Het klooster staat ook bekend als, het "Saffraanklooster" (Syrisch: ܕܝܪܐ ܕܟܘܪܟܡܐ, Dairo d-Kurkmo; Arabisch: دير الزعفران, Dairu 'l-Za‘farān), wat is afgeleid van de warme kleur van zijn steen.